# Dicrostonyx nunatakensis
Dicrostonyx nunatakensis é uma espécie de roedor da família Cricetidae.
Apenas pode ser encontrada no Canadá.
Os seus habitats naturais são: tundras.